# Acrosynanthus parvifolius
Acrosynanthus parvifolius är en måreväxtart som beskrevs av Nathaniel Lord Britton och Paul Carpenter Standley. Acrosynanthus parvifolius ingår i släktet Acrosynanthus och familjen måreväxter. Inga underarter finns listade i Catalogue of Life.